# Народни универзитет у Лесковцу
Народни универзитет у Лесковцу постојао је од 1924. до 2000. године као место одржавања различитих предавања и друштвених активности, а кроз његове програме прошле су многе лесковачке генерације.

## Оснивање
У међуратном периоду је било уобичајено да се организују разна предавања у градовима и на селима и то се популарно називало Народним универзитетом. Као посебна установа, Народни универзитет у Лесковцу основан је на иницијативу Савеза земљорадничких задруга за врањски округ средином јануара 1924. године и почео је са радом у сали лесковачке Реалке.

## Историјат рада
За предавања су били ангажовани углавном познати стручњаци из других места. После три године рада, активности су замрле, да би се Универзитет 1928. године поново конституисао и наставио са радом након доношења правила рада. На челу сталне управе био је др Жак Конфино. Поред сале Реалке предавања су одржавана и у сали хотела "Костић" и биоскопа "Славуј". Од 1933. до 1940. године рад Народног универзитета је постао богатији те су одржавани и циклуси предавања, курсеви, предавања за село, усмене новине и музичке и књижевне вечери, а посебну пажњу привлачила су предавања из области науке и уметности. Новина у раду била је и приређивање концерата. Народни универзитет је такође почео да организује предавања о фашизму, пратећи међународну политичку ситуацију. Прво такво предавање одржао је Сергије Димитријевић.
Дара Крџалић, прва жена председник, а касније и први почасни председник, била је међу иницијаторима интензивнијег рада на селу. Популарисана је Домаћичка школа у Лесковцу, а издавањем Културних календара обележавани су значајни догађаји из културне и историјске прошлости. Удружење студената и Народни универзитет заједнички су организовали августа 1934. године конференцију свих хуманих и културних удружења у Лесковцу за обједињавање књижног фонда и оснивање народне књижнице и читаонице која је касније била саставни део Народног универзитета. Прикупљено је 1200 књига и усвојен предлог правила који је упућен Општем одељењу Министарства просвете Краљевине Југославије. Лесковачка народна књижница и читаоница тако је почела са радом 1935. године. 
До прекида у раду Народног универзитета дошло је 1940. године.
Након Другог светског рада наставио је да функционише под именом Народни универзитет "Коста Стаменковић". Сем дотадашњих активности почели су да се организују и бројни курсеви за одрасле, укључујући курсеве страних језика, техничке обуке и уметничке радионице.
Крајем двадесетог века Народни универзитет се суочио са финансијским проблемима и смањењем интересовања за његове програме, те је затворен 2000. године.